# 山田J太
山田 J太（やまだ ジェイた、1月26日 - ）は、日本の漫画家、イラストレーター。千葉県木更津市出身。女性。血液型はO型。作品にテレビアニメ化された「あさっての方向。」やドラマCD化された「マジナ!」などがある。
同人活動も行なっており、個人サークル『J36』で主に女性向けの同人誌即売会に参加している。

## 来歴
千葉県木更津市に生まれる。漫画を読む父親の影響で小学生の頃より漫画に親しみ、絵を描くようになる。高校生の頃には画塾に通うようになり、漫画よりも絵を描くことのほうが多かった。将来は歴史の教師になろうとも考えたが、やはり絵を描きたいとの思いから芸術科のある東京の大学に進学する。大学生時代に友人の同人活動に携わったことがきっかけでストーリーのある漫画を描くことに惹かれるようになり、自身も同人誌活動を始める。大学卒業後は就職し会社の研修を受けていたが、その頃に参加していた同人誌即売会で出版社より実録漫画を描かないかと誘われたことがきっかけで会社を辞め、漫画家としてデビューする。以後、漫画家及びイラストレーターとして活動。現在に至る。

## 作品リスト

### 連載
- ICS犀生国際大学A棟302号（『月刊ウィングス』2003年1月号 - 2005年4月号） - 原案：真山柚子、ドラマCDのコミカライズ
- GGBG!（『季刊デ・ジ・キャラット』2003年春号 - 2004年夏号→『コミックデ・ジ・キャラット』Vol.1（2004年10月） - Vol.7（2005年10月）→『コミデジ』Vol.1（2005年12月））
- あさっての方向。[3]（『コミックブレイドMASAMUNE』2003年秋号 - 2007年初夏号）
  - 番外編（『コミックブレイドZEBEL』Vol.3（2006年3月） - Vol.6（2007年5月）、『月刊コミックブレイド』2006年7月号、12月号）
- さくら＊アパートメント（『月刊Asuka』2005年7月号 - 12月号） - 未単行本化
- マジナ!（『comic SYLPH』Vol.5（2007年12月） - Vol.6（2008年3月）→『シルフ』Vol.1（2008年5月） - 2010年11月号） - 企画&原案：EDEN'S NOTES
- ぎふと（『コミックエール!』Vol.5（2008年3月） - Vol.10（2009年1月）→『月刊ドラゴンエイジ』2009年6月号 - 12月号）
- ひぐらしの哭く頃に 雀〜燕返し編〜（『近代麻雀』2010年1月1日号 - 2011年2月1日号） - 原作：竜騎士07・07th Expansion/AQインタラクティブ
- 蒼界のイヴ（『WEBコミックハイ!』2011年1月20日 - 2012年7月20日）
- UN-GO 敗戦探偵・結城新十郎（『ニュータイプエース』Vol.1（2011年9月） - Vol.21（2013年5月） - 原作：「UN-GO」制作委員会 監修：ボンズ・「UN-GO」製作委員会
- 王様ゲーム 起源（『月刊アクション』2013年7月号 - 2016年3月号） - 原作：金沢伸明
- 異能メイズ（『月刊少年ガンガン』2016年7月号 - 2018年5月号） - 原作：岡田伸一
- JKハルは異世界で娼婦になった（『まんが王国』2019年6月14日 - 2023年9月22日、全51話） - 原作：平鳥コウ
- エコエコアザラク REBORN（『チャンピオンRED』2020年5月号 - 2023年5月号、全30話） - 原作：古賀新一

### 読み切り
以下、全て単行本未収録。
- M.M.M.（モンスター・モア・マッドキャップ）（『まんがタイムきららキャラット』Vol.1（2003年1月））
- fall in blue.（『ハックルベリー』Vol.2（2003年10月））
- THE END OF SUMMER AND GAMP VAMP GIRL "SAY…"（『コミックブレイドZEBEL』Vol.1（2004年11月））
- 「おねえちゃんといっしょ。」（『コミックエール!』Vol.11（2009年3月））
- 「おとうとくんといっしょ。」（『コミックエール!』Vol.12（2009年5月））
- てのひら（『ブラコンアンソロジーLiqueur ―リキュール―』（2011年4月））
- ブルーローズと賢者の瞳（『TIGER & BUNNY 公式コミックアンソロジー #04 』（2012年2月））
- ハニわんこ。（『ゼノン編集部』2023年10月27日[4]） - サイトの開設4周年を記念した企画「特別読切13連弾」第2弾作品[5]。

この他、2001年から2003年にかけて『愉快本舗』（平和出版）に何作か実話系漫画を執筆。

### 書籍

#### 漫画単行本
- 『ICS犀生国際大学A棟302号』、新書館 〈WINGS COMICS〉 2003年 - 2005年、全2巻
- 『デ・ジ・キャラット GGBG!』、ジャイブ 〈CR COMICS〉 2004年、全1巻
  - 『デ・ジ・キャラット GGBG!おかわり!』、発行：モビーダ・エンターテイメント/発売：ソフトバンククリエイティブ 〈コミデジコミックス〉 2006年、全1巻
- 『あさっての方向。』、マッグガーデン 〈ブレイドコミックス〉 2005年 - 2007年、全5巻
- 『マジナ!』、発行：アスキー・メディアワークス / 発売：角川グループパブリッシング 〈SYLPH COMICS〉 2008年 - 2011年、全4巻
- 『ぎふと』、発行：富士見書房 / 発売：角川グループパブリッシング 〈カドカワコミックス・ドラゴンJr.〉→〈ドラゴンコミックスエイジ〉 2009年 - 2010年、全2巻
- 『ひぐらしの哭く頃に 雀〜燕返し編〜』、竹書房 〈近代麻雀コミックス〉 2010年 - 2011年、全2巻（上下巻）
- 『蒼界のイヴ』、双葉社 （アクションコミックス コミックハイブランド） 2011年 - 2012年、全3巻
- 『UN-GO 敗戦探偵・結城新十郎』、角川書店〈カドカワコミックス・エース〉 2012年 - 2013年、全3巻
- 『王様ゲーム 起源』、双葉社〈アクションコミックス〉 2014年 - 2016年、全6巻
- 『異能メイズ』スクウェア・エニックス〈ガンガンコミックス〉 2017年 - 2018年、全4巻
- 『JKハルは異世界で娼婦になった』新潮社〈バンチコミックス〉2019年 - 2023年、全7巻
- 『エコエコアザラク REBORN』秋田書店〈チャンピオンREDコミックス〉2020年 - 2023年、全5巻

#### 小説挿絵
- 『IQ探偵ムー』、ジャイブ→ポプラ社 〈カラフル文庫〉 2004年 - 刊行中、既刊27巻、著者：深沢美潮

### その他
- アクエリアンエイジ - オリジナルイラスト各種
- ドラマCD ICS犀生国際大学A棟302号 - ジャケットイラスト等
  - ドラマCD Cafe吉&ICS - ジャケットイラスト等
- 異世界にマンガ家が転生したらどうなるのか、描いてみた件（『まんがライフオリジナル』2022年12月号[6]） - 「自分が異世界に転生したらこうなりたい！」をテーマとした同誌の企画参加作品[6]。